# Peter Prodromou
Peter Prodromou (ur. 14 stycznia 1969 w Londynie) – brytyjski projektant, główny inżynier w zespole Formuły 1 McLaren.

## Życiorys
Peter Prodromou po ukończeniu Imperial College London w 1991 roku i uzyskaniu tytułu magistra inżynierii lotniczej, obliczeniowej mechaniki płynów oraz mechaniki strukturalnej rozpoczął pracę dla McLarena w Formule 1. Jego zadaniem było wprowadzenie i rozwijanie obliczeniowej mechaniki płynów, po czym rozpoczął pracę nad programem w tunelu aerodynamicznym. W 2000 roku został szefem działu aerodynamiki, dyrektorem technicznym, a następnie projektantem. W maju 2005 roku, gdy nastąpiła restrukturyzacja w zespole Prodromou otrzymał tytuł kierownika rozwoju aerodynamiki w Woking.
1 listopada 2006 roku dołączył do Red Bull Racing, gdzie ostatecznie pracował na stanowisku szefa działu aerodynamiki. Negocjacje zespołu McLaren z Prodromou rozpoczęły się przed sezonem 2013, w 2014 roku podpisał on kontrakt, a we wrześniu 2014 roku objął stanowisko głównego inżyniera.